# Maison Militaire du Roi

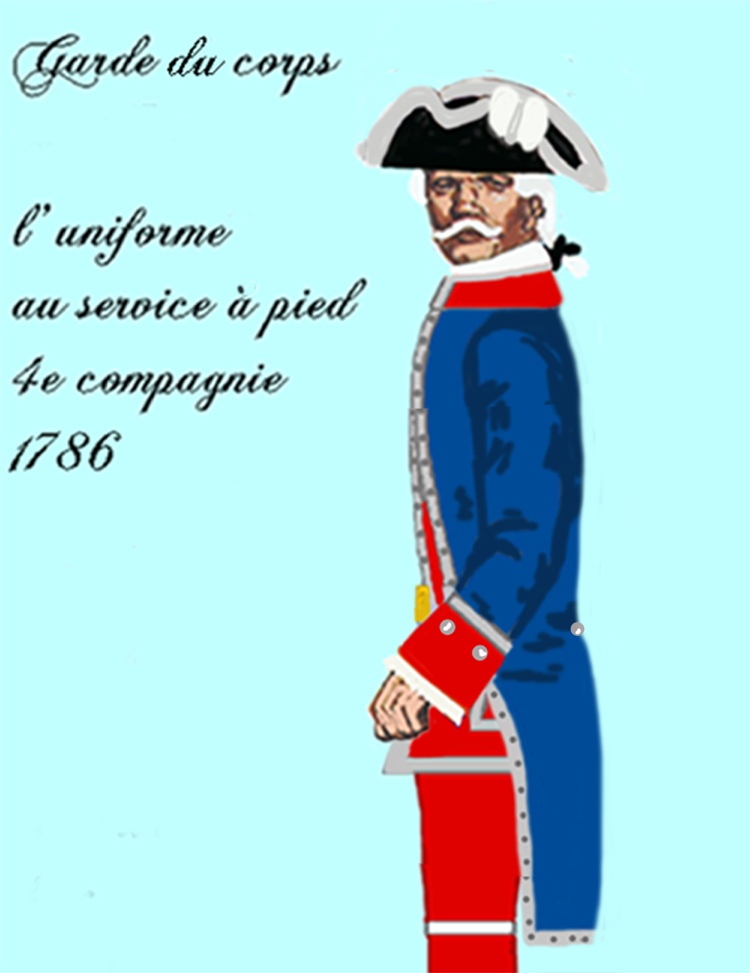
Garde de Corps du Roi

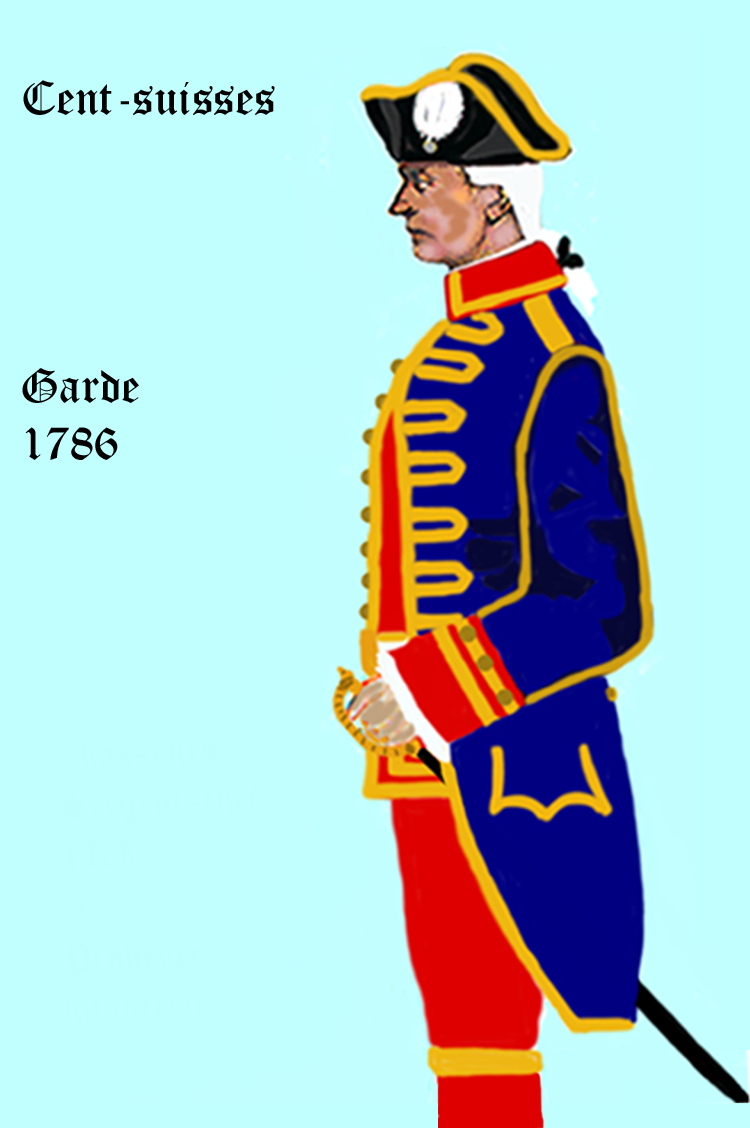
Cent Suisse

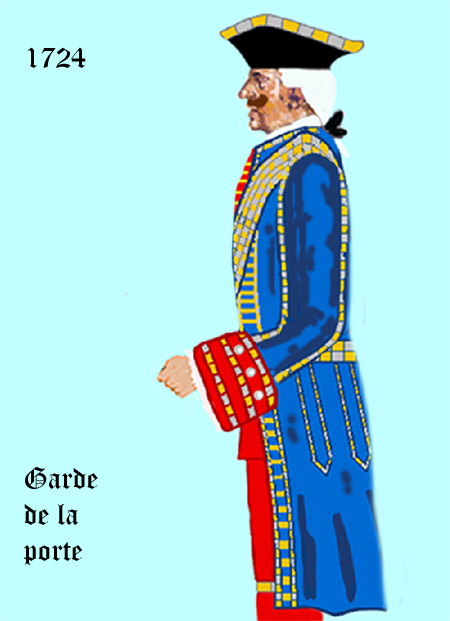
Garde de la porte

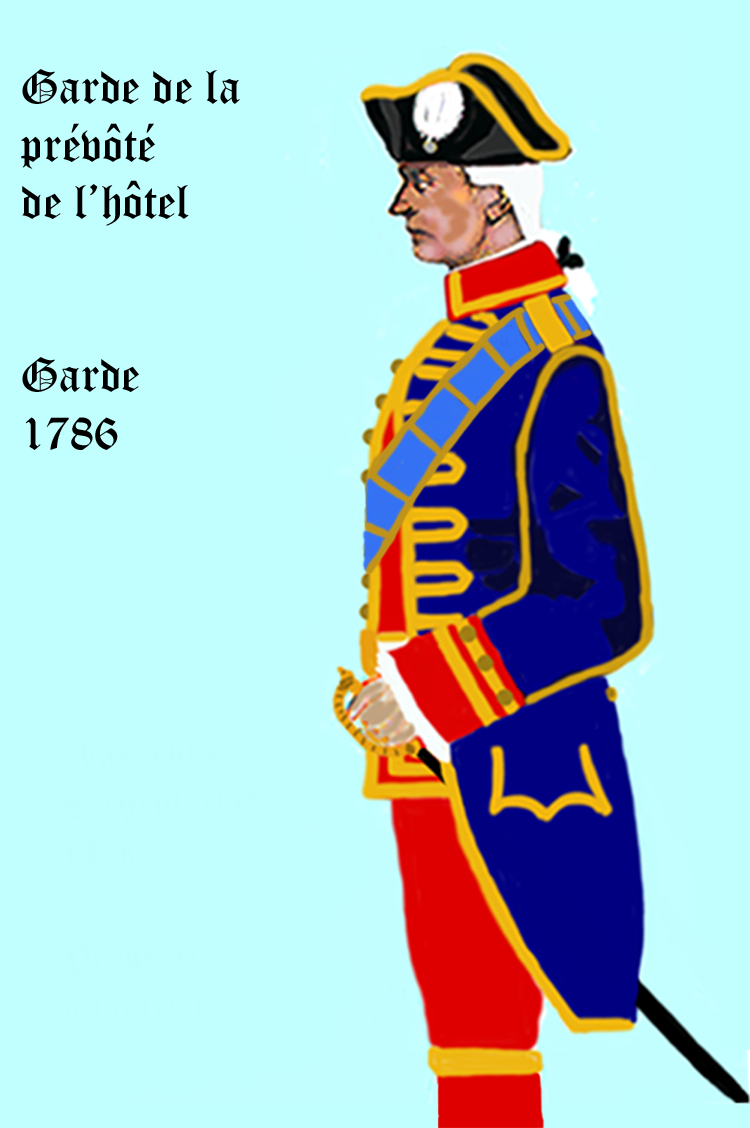
Garde de la Prévôté

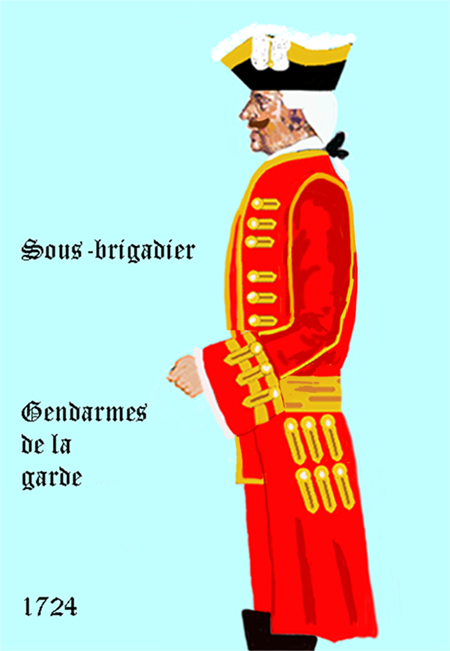
Gendarmerie de la Garde

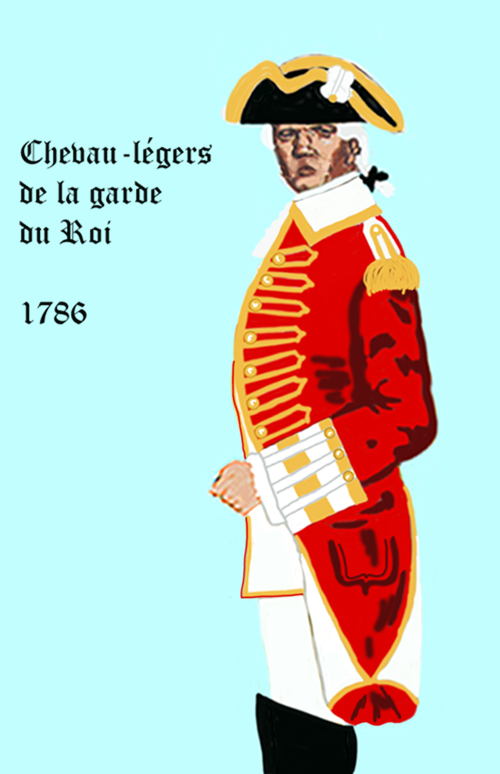
Chevaux Légers de la Garde

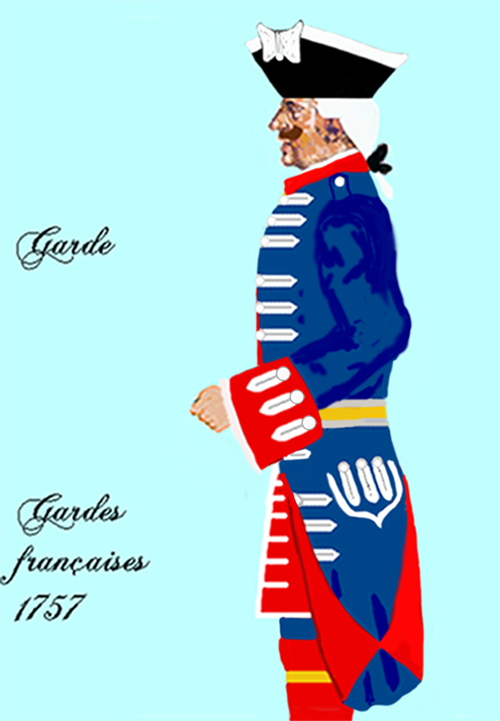
Garde Français

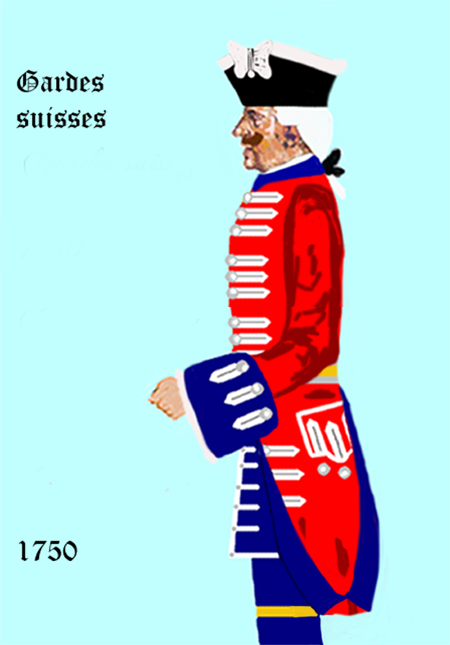
Gardes Suisses

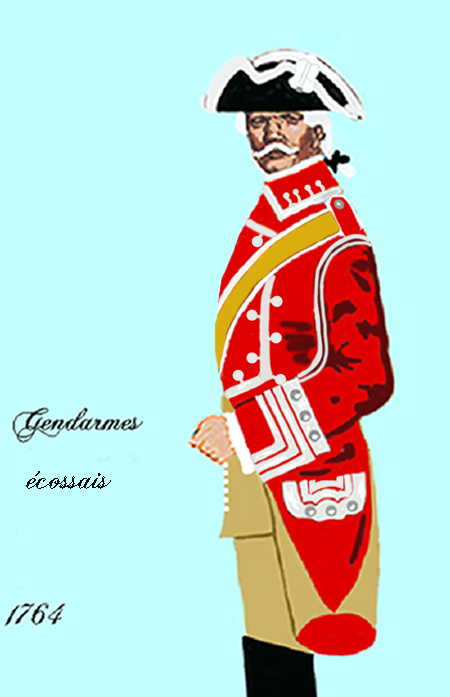
Skotska livryttarkompaniet

Maison Militaire du Roi var den franske kungens liv- och hustrupper före den franska revolutionen. Det bestod av det inre gardet och det yttre gardet. Utanför de egentliga liv- och hustrupperna stod det franska livregementet. De egentliga liv- och hustrupperna hade en styrka av cirka 10 000 man.

## Inre Gardet

### Konungens livdrabanter (La Garde du Corps du Roi) 1423
Livdrabanterna var den franske kungens personliga livvakt och skötte den inre bevakningen av de kungliga palatsen. Nattetid övertog den Garde de la portes uppgifter (se nedan). Kåren bestod av 1 skotskt kompani och 3 franska kompanier om först sammanlagt 400 man, sedan under Ludvig XIV om 1 600 man. 1737 bestod varje kompani av 320 man, organiserat i två skvadroner och sex brigader. Livdrabanternas chef, le Capitaine des Gardes du Corps, var en av de höga riksämbetsmännen. Drabanterna var beväpnade med hillebarder och karbiner.

### De hundra schweizarna (Les Cent Suisse) 1497
Schweizerdrabanterna svarade för den inre bevakningen av det kungliga slottet och framförallt för vakthållningen i de kungliga våningarna. Kåren bestod av 127 schweiziska officerare och underofficerare under en fransk chef. Schweizerdrabantenas chef, le Capitaine Colonel des Cent-Suisses, var en av de höga riksämbetsmännen. Drabanterna var beväpnade med värjor och hillebarder, musköter och gevär. Kåren lades ned 1792 på order av nationalförsamlingen.

### Slottsportsdrabanterna (La Garde de la porte) 1261
Slottsportsdrabanterna kontrollerade tillträdet till det kungliga slottet mellan klockan sex på morgonen och klockan sex på kvällen. Under natten sköttes bevakningen av Garde du Corps (se ovan). Kåren bestod av 50 drabanter under 1 kapten och 4 löjtnanter. Slottsdrabanternas chef, le Capitaine Colonel des Gardes de la Porte, var en av de höga riksämbetsmännen. Drabanterna hade rang som underlöjtnanter i infanteriet, löjtnanterna som kaptener och kaptenen som överste. Slottportsdrabanterna lades ned 1787.

### Slottsfogdens drabanter (La Garde de la Prévôté de l’Hôtel du Roi) 1271
Slottsfogdens drabanter var polisvakt för de kungliga hov- och slottsstaterna och ansvarade för ordning och säkerhet vid hovet. Kåren hade även till uppgift att arrestera statsfångar. Den bestod av 100 drabanter med franske riksgevaldigern, le Grand Prévôt de France, som slottsfogde (Le prévôt de l'hôtel), kapten och chef. Denne var en av de höga riksämbetsmännen.

## Yttre Gardet

### Livgardet till häst (Gendarmerie de la Garde)
Hästgardet bestod av 250 kyrassiärer med den franske kungen som kapten. I övrigt hade kåren 1 kaptenlöjtnant, 3 löjtnanter, 3 underlöjtnanter, 3 kornetter, 10 kvartermästare, 8 korpraler och 8 vice korpraler. 

### Lätta Gardesrytteriet (Les Chevaux Légers de la Garde) 1593
Gardesrytteriet bestod av 200 lätta ryttare med den franske kungen som kapten. I övrigt hade kåren 1 kaptenlöjtnant, 2 underlöjtnanter, 4 kornetter, 10 kvartermästare, 8 korpraler och 8 vice korpraler. 

### Gardesmusketörerna (Les Mousquetaires de la Garde) 1622
Konungens musketörer bestod av 120 musketörer med den franske kungen som kapten. I övrigt fanns 1 kaptenlöjtnant, 1 löjtnant, 1 fänrik, 1 kvartermästare och 2 korpraler. Musketörerna var beväpnade med luntlåsmusköter (senare flintlåskarbiner), pistoler och värjor.

### Andra musketörkompaniet (La seconde compagnie de Mousquetaires de la Maison Royale) 1646/1664
Detta kompani var till 1660 kardinalens musketörer och bestod av 120 musketörer med kardinalen, från 1664 med konungen, som kapten. I övrigt fanns 1 kaptenlöjtnant, 1 löjtnant, 1 kornett, 1 kvartermästare och 2 korpraler. Musketörerna var beväpnade med luntlåsmusköter (senare flintlåskarbiner), pistoler och värjor.

### Franska gardet (Régiment de La Garde Français) 1563
Franska gardet bestod av 20 kompanier med 200 musketerare och pikenerare per kompani. Den franske kungen, de kungliga prinsarna och andra medlemmar av kungahuset var kompanichefer. Varje kompani hade 1 kapten, 2 löjtnanter, 2 underlöjtnanter, 1 fänrik, 1 fältväbel, 4 sergeanter och 2 korpraler. Gardets chef, le Colonel Général des Gardes françaises, var sedan 1661 en av de höga riksämbetsmännen.

### Schweizergardet (Gardes Suisses) 1616
Schweizergardet bestod av 20 kompanier med 200 musketerare och pikenerare per kompani. Varje kompani hade 1 kapten, 2 löjtnanter, 2 underlöjtnanter, 1 fänrik, 1 fältväbel, 4 sergeanter och 2 korpraler.

### Gardesgrenadjärerna till häst (Grenadiers a cheval de la Garde) 1676
Hästgrenadjärerna bestod av 250 beridna grenadjärer med den franske kungen som chef. I övrigt hade kåren 1 kaptenlöjtnant, 2 löjtnanter, 4 kornetter, 10 kvartermästare, 8 korpraler, 8 vice korpraler. Grenadjärerna var beväpnade med pistoler, karbiner, sablar och handgranater.

## Utanför de egentliga liv- och hustrupperna

### Franska livregementet (Gendarmerie de France) 1609
Livregementet bestod av 16 kompanier med 200 tunga ryttare per kompani. Konungen, drottningen, kronprinsen och arvfurstarna var kompanichefer. I övrigt hade varje kompani 1 kaptenlöjtnant, 2 underlöjtnanter, 4 fänrikar, 10 kvartermästare, 8 korpraler, 8 vice korpraler. Livryttarna var beväpnade med sablar och räfflade karbiner.
Livregementet tillhörde egentligen inte de franska liv- och hustrupperna, men i fält bildade det en brigad tillsammans med hustrupperna och hade rang omedelbart efter dem.
Man skiljde mellan stora livrytteriet (la Grande Gendarmerie) vilket bestod av de fyra första kompanierna med den franske kungen som chef och det lilla livrytteriet (la Petite Gendarmerie) vilket bestod av de åtta övriga livryttar- och lätta ryttarkompanierna med drottningen och arvprinsarna som chefer.
- Första skotska livryttarkompaniet 1422
- Andra engelska livryttarkompaniet 1667
- Tredje bourguignonska livryttarkompanie 1668
- Fjärde flanderska livryttarkompaniet 1673
- Femte drottningens livryttarkompani 1660
- Sjätte drottningens lätta ryttarkompani 1660
- Sjunde kronprinsens livryttarkompani 1666
- Åttonde kronprinsens livryttarkompani 1662
- Nionde bourgognska livryttarkompaniet 1690
- Tionde bourgognska lätta ryttarkompaniet 1690
- Elfte aquitanska livryttarkompaniet 1669
- Tolfte aquitanska lätta ryttarkompaniet 1669
- Trettonde berryska livryttarkompaniet 1689
- Fjortonde berryska lätta ryttarkompaniet 1690
- Femtonde orleanska livryttarkompaniet 1647
- Sextonde orleanska lätta ryttarkompaniet 1647